# Схонк, Энн-Мари
Энн-Мари Схонк (нидерл. Anne Marie Schonk, род. 27 ноября 1995) — голландская спортсменка, гребчиха, призёр чемпионата мира по академической гребле 2015 года.

## Биография
Энн-Мари Схонк родилась 27 ноября 1995 года в городе Амстердам, провинция Северная Голландия. Тренируется в Амстердаме на базе клуба «A.S.R. Nereus». Профессиональную карьеру гребца начала с 2013 года. Обучается на физико-астрономическом факультете в университете Амстердама. Является членом финансового комитета «ASR Nereus», проходила подготовку для стажировки в лондонском отделении Голдман Сакс.
Первым соревнованием международного уровня, на котором Схонк приняла участие, был чемпионат мира по академической гребле среди юниоров, проходивший в 2013 году в литовском городе Тракай. В финальном заплыве четвёрок с рулевым голландские гребчихи с результатом 06:37.270 финишировали четвёртыми. В этом заплыве Схонк была на позиции рулевого.
На чемпионате мира по академической гребле 2015 года в Эгбелет-ле-Лак выиграла бронзовую медаль соревнований. Она была заработана во время соревнования четвёрок с рулевым. В финальном заплыве с результатом 06:28.270 голландские гребчихи финишировали третьими, пропустив вперед соперниц из Великобритании (06:27.070 — 2-е место) и Германии (06:25.100 — 1-е место). В этом заплыве Схонк также была на позиции рулевого.